# Spirit in the System
Spirit in the System – drugi album studyjny brytyjskiej grupy muzycznej The Qemists. Wydany został 7 lipca 2010 roku i tak samo jak pierwszy album, spotkał się z pozytywnym przyjęciem przez krytyków. Okładka została stworzona przez Glenna Fabry'ego.

## Lista utworów
1. "Take It Back" (feat. Enter Shikari) - 4:20
2. "Hurt Less" (feat. Jenna G) - 5:12
3. "Dirty Words" (feat. Matt Rose & Bruno Balanta) - 3:38
4. "Renegade" (feat. Maxsta & MC ID) - 3:41
5. "Fading Halo" (feat. Chantal) - 4:53
6. "The Only Love Song" (feat. MC ID & Matt Rose) - 4:54
7. "Life's Too Short" (feat. Chantal) - 3:33
8. "Apocalypse" (feat. Rob Hawkins) - 4:28
9. "Bones" (feat. Kellermensch) - 4:12
10. "Your Revolution" (feat. Matt Rose) - 5:00

Wydanie japońskie:
1. "Affliction" - 3:49